# Leopold Kunschak
Leopold Kunschak, född 11 november 1871 i Wien, död där 13 mars 1953, var en österrikisk politiker.
Kunschak grundlade 1892 som sadelmakargesäll i Wien Kristligt-sociala arbetarföreningen och intog 1895-96 en ledande ställning vid bildandet av Kristligt-sociala partiet, i vars styrelse han 1899 blev ordförande. Han uppsatte och utgav "Christlich-soziale Arbeiter-Zeitung" (den hette 1896-1900 "Freiheit") och var 1904-34 de kristligt sociala arbetarnas förtroendeman i Wiens kommunalrepresentation. Han var 1907-11 ledamot av österrikiska riksrådets representanthus och 1909-20 av Niederösterreichs lantdag. I republiken Österrikes nationalförsamling var han ledamot 1920-34.